# John C
Juan Cruz López (Las Talitas, Tucumán; 13 de agosto de 1999), conocido artísticamente como John C, es un cantante argentino de trap latino, cumbia y hip hop.
En 2019, saltó a la fama tras lanzar su sencillo «C90», la cual cuenta actualmente con 37 millones de reproducciones a través de YouTube. En diciembre del mismo año, lanzó el remix de dicho tema junto a Trueno, Neo Pistea y Bhavi.

## Biografía
Juan López nació el 13 de agosto de 1999 en San Miguel de Tucumán, provincia de Tucumán. Comenzó a incursionar en el mundo de la música cuando tenía tan solo 17 años. En ese entonces, al principio lo tomó como un hobby, ya que trabajaba de peluquero en Villa Mariano Moreno; también participó con un grupo de amigos en el canal JaranaBoys a través de YouTube, el cual lo terminaría abandonando y así crearía su canal musical.[cita requerida]

## Carrera musical

### Inicios
Comenzó con el canto en 2016, aunque al principio lo tomó como un hobby, además que el era peluquero en Villa Mariano Moreno, por lo que era su principal trabajo. También participaba con un grupo de amigos en el canal JaranaBoys en YouTube, pero pronto lo abandonaría. Creando su canal de música con algunos vídeos.

### 2019: «C90»
En octubre de 2019 graba el sencillo «C90», en el que aparecen sus amigos y una moto Honda C90, el cual sería tendencia en gran parte de Sudamérica y España, llegando hasta a grabar el remix del tema con Bhavi, Neo Pistea y Trueno.
La relevancia que John C había conseguido logró que rápidamente el productor Bizarrap lo contactara para grabar la sesión de freestyle «John C: BZRP Music Sessions Vol. 18», que fue publicada el 20 de noviembre de 2019. Simplemente, el haber sido invitado a cantar con el productor Bizarrap le dio mucho más impulso a su carrera, y así fue como John C estrenó su tema con Bizarrap.
En diciembre de 2019, el tucumano John C estrenó «C90 (Remix)» acompañado esta vez por una nueva crew conformada por Trueno, Neo Pistea y Bhavi, dónde la vuelve a romper en todas las plataformas digitales. Esta vez, el vídeo fue filmado en Buenos Aires logrando tener un despliegue mucho más grande, teniendo en casi un día 5 millones de reproducciones a través de YouTube, con un vídeo musical mucho más profesional en el que vemos a los artistas andando en moto, por un barrio y por un galpón.
Luego, unas semanas más tarde del estreno de «C90 (Remix)» en su cuenta de Instagram, John C comentó que el cantante Ecko también iba a ser parte del Remix, pero por algunas cuestiones finalmente no se quedó pero si subió el clip de la parte de Ecko en la canción para que nadie se quedara con las ganas de escucharlo y dejó el siguiente mensaje: «Ecko la rompió, por motivos ajenos a nosotros no salió esta parte en el remix pero aquí se la regalamos para todos ustedes. Feliz Año Nuevo a todos».

### 2020-presente: Reconocimiento y colaboraciones
En 2020, también compartió una instantánea con el trapero venezolano Neutro Shorty, uno de los mayores exponentes del género urbano de su país con quien planearía una colaboración. El 20 de marzo de ese mismo año, Blunted Vato lanzó el remix de su canción «Superman sin capa» invitando a John C junto a Muerejoven y Ecko, convirtiéndose en una de las canciones más escuchadas en ese momento, logrando en menos de un mes más de 10 millones de reproducciones.[cita requerida]
John C lanzó otras grandes canciones en 2020 como «Gira» con Bhavi y el productor Omar Varela. También, «Yakuza» una canción de Mesita con El Futuro Fuera De Órbita y Blunted Vato. A fines de 2020, Tini decide incluir a John C en el tema «Duele», en dónde mezclan tango con base trap. Más tarde, el 3 de diciembre lanza  «Reconócelo» junto a Rombai.
El 5 de febrero de 2021, sacó un tema con Hernán de Mala Fama, la popular «C90» (sencillo de John C) y «La motito de Carlitos» (sencillo de Mala Fama) fueron fusionadas en Sesiones Musikeras, el ciclo que juntó al tucumano con Hernán de Mala Fama, «Mala Fama x John C - C90 / La motito de Carlitos (Sesiones Musikeras #4)» reúne dos hits vinculados a motocicletas, para dar vida a una nueva versión en un encuentro inesperado.[cita requerida]
El 11 de junio, Néstor en Bloque lanza «Remake», donde John C está como artista invitado junto con otros artistas como L-Gante, Perro Primo y Papichamp.[cita requerida]

## Discografía

### Sencillos
| Año                                                                            | Título | Posicionamiento en listas | Certificaciones | Álbum              |
| Año                                                                            | Título | ARG                       | Certificaciones | Álbum              |
| ------------------------------------------------------------------------------ | --- | ------------------------- | --------------- | ------------------ |
| 2018                                                                           | «Nos Vamos A Pegar» | —                         |                 | Sencillo sin álbum |
| 2018                                                                           | «PANDA» (con Lautaro Cativa) | —                         |                 | Sencillo sin álbum |
| 2018                                                                           | «Vida» | —                         |                 | Sencillo sin álbum |
| 2018                                                                           | «Diabla» (con Gonza Beltrán, Rc y Jpm)                                                                                               | —                         |                 | Sencillo sin álbum |
| 2018                                                                           | «Bájale 2» (con Lautaro Cativa) | —                         |                 | Sencillo sin álbum |
| 2018                                                                           | «BENGALA» (con Ko Toven y Karita) | —                         |                 | Sencillo sin álbum |
| 2019                                                                           | «RELAX» (con JaranaBoys) | —                         |                 | Sencillo sin álbum |
| 2019                                                                           | «Mil Años» | —                         |                 | Sencillo sin álbum |
| 2019                                                                           | «Tumbando El Club Remix» (con Neo Pistea, C.R.O, Obiewanshot, YSY A, Cazzu, Khea, Lucho SSJ, Coqeéin Montana, Marcianos Crew y Duki) | —                         |                 | Sencillo sin álbum |
| 2019                                                                           | «Domingo Remix» (con YSY A y Homer El Mero Mero)                                                                                     | —                         |                 | Sencillo sin álbum |
| 2019                                                                           | «Noche de Enero» | —                         |                 | Sencillo sin álbum |
| 2019                                                                           | «C90» | 84                        |                 | Sencillo sin álbum |
| 2019                                                                           | «John C: Bzrp Music Sessions, Vol. 18» (con Bizarrap)                                                                                | 12                        |                 | Sencillo sin álbum |
| 2019                                                                           | «C90 (Remix)» (con Neo Pistea, Bhavi y Trueno)                                                                                       | 19                        |                 | Sencillo sin álbum |
| 2019                                                                           | «C90 Remix» (con Ecko) | —                         |                 | Sencillo sin álbum |
| 2020                                                                           | «Shorty» | —                         |                 | Sencillo sin álbum |
| 2020                                                                           | «Jalarte El Pelo» (con Key Key) | —                         |                 | Sencillo sin álbum |
| 2020                                                                           | «Superman Sin Capa (Remix)» (con Blunted Vato, Muerejoven y Ecko)                                                                    | 67                        |                 | Sencillo sin álbum |
| 2020                                                                           | «Artista Desconocido» | —                         |                 | Sencillo sin álbum |
| 2020                                                                           | «Gira» (con Bhavi y Omar Varela) | 56                        |                 | Sencillo sin álbum |
| 2020                                                                           | «Raperito de Cuarta» | —                         |                 | Sencillo sin álbum |
| 2020                                                                           | «Malicia» | —                         |                 | Sencillo sin álbum |
| 2020                                                                           | «Marty McFly» | —                         |                 | Sencillo sin álbum |
| 2020                                                                           | «Yakuza» (con Mesita, El Futuro Fuera De Órbita y Blunted Vato)                                                                      | 77                        |                 | Sencillo sin álbum |
| 2020                                                                           | «Pa Cualquiera» (con Pekeño 77) | —                         |                 | Sencillo sin álbum |
| 2020                                                                           | «Duele» (con TINI) | 6                         |                 | TINI TINI TINI     |
| 2020                                                                           | «MVP» (con Nahuel The Coach) | —                         |                 | Sencillo sin álbum |
| 2020                                                                           | «Reconócelo» (con Rombai) | —                         |                 | Sencillo sin álbum |
| 2020                                                                           | «Nota Cabrona» | —                         |                 | Sencillo sin álbum |
| 2021                                                                           | «Mala Fama x John C - C90 / La Motito de Carlitos (Sesiones Musikeras #4)» (con Mala Fama)                                           | —                         |                 | Sencillo sin álbum |
| 2021                                                                           | «EL TERROR» | —                         |                 | Sencillo sin álbum |
| 2021                                                                           | «Galaxy» (con Blunted Vato) | —                         |                 | Sencillo sin álbum |
| 2021                                                                           | «Contra La Pared» | —                         |                 | Sencillo sin álbum |
| 2021                                                                           | «Remake» (con Néstor en Bloque, L-Gante, Perro Primo y Papichamp)                                                                    | 44                        |                 | Sencillo sin álbum |
| 2021                                                                           | «Tiroteo #1: Se Siente La Presión»                                                                                                   | —                         |                 | Tiroteo            |
| 2021                                                                           | «JOHN C \| DJ TAO Turreo Sessions #4» (con DJ Tao)                                                                                   | 94                        |                 | Sencillo sin álbum |
| 2021                                                                           | «RE LOCOS» (con Dayme, El High y CHXII)                                                                                              | —                         |                 | Sencillo sin álbum |
| 2021                                                                           | «Tiroteo #2: Leyenda como Kobe» | —                         |                 | Tiroteo            |
| 2021                                                                           | «Tímida» (con Papichamp) | —                         |                 | Sencillo sin álbum |
| 2021                                                                           | «Bandolero» (con Pekeño 77) | —                         |                 | Sencillo sin álbum |
| 2021                                                                           | «JOHN C \| Mission 03» (con Alan Gómez)                                                                                              | —                         |                 | Sencillo sin álbum |
| 2021                                                                           | «Baby Loba» (con DJ TAO) | —                         |                 | Sencillo sin álbum |
| 2021                                                                           | «7 AM (Remix)» (con 44 Kid y Mesita)                                                                                                 | —                         |                 | Sencillo sin álbum |
| 2021                                                                           | «Pa Cualquiera (Remix)» (con Pekeño 77, Mesita y G Sony)                                                                             | —                         |                 | Sencillo sin álbum |
| 2022                                                                           | «El Pelikulon Rkt» (con Omar Varela)                                                                                                 | —                         |                 | Sencillo sin álbum |
| 2022                                                                           | «Pa Tra Rkt (Remix)» (con Callejero Fino, L-Gante, Ecko, Kaleb Di Masi, Homer El Mero Mero, Papichamp y Fili Wey)                    | —                         |                 | Sencillo sin álbum |
| 2022                                                                           | «Rompediscoteka» | —                         |                 | Sencillo sin álbum |
| 2022                                                                           | «Pastillas de colores» (con West Dubai)                                                                                              | —                         |                 | Sencillo sin álbum |
| 2022                                                                           | «Tiroteo #3: Soy Así» | —                         |                 | Tiroteo            |
| 2022                                                                           | «MDQ (Remix)» (con RYH y Big Apple)                                                                                                  | —                         |                 | Sencillo sin álbum |
| «—» Indica que el sencillo no fue lanzado o no se posicionó en ese territorio. | |                           |                 |                    |